# Campionati europei di canottaggio 2014
I Campionati europei di canottaggio 2014 sono stati la 61ª edizione della manifestazione. Si sono svolti tra il 30 maggio e il 1º giugno 2014 a Belgrado, in Serbia.

## Programma
- Venerdì 30 maggio

9:00 Batterie
15:30 Ripescaggi
- Sabato 31 maggio

9:00 Semifinali C/D
9:56 Ripescaggi e Semifinali A/B
14:30 Finali D
14:54 Finali C
- Domenica 1º giugno

8:40 Finali B
10:33 Finali A

## Podi

### Uomini
| Evento                     | Oro | Tempo   | Argento | Tempo   | Bronzo | Tempo   |
| Singolo                    | Ondřej Synek | 6'54"95 | Marcel Hacker | 6'56"12 | Mindaugas Griškonis | 7'00"33 |
| Due di coppia              | Lituania Rolandas Maščinskas Saulius Ritter | 6'08"82 | Azerbaigian Aleksandǎr Aleksandrov Boris Jotov                                                                                                   | 6'09"36 | Germania Hans Gruhne Stephan Krüger                                                                                                 | 6'10"09 |
| Due senza                  | Serbia Veselin Savić Dušan Bogićević | 6'21"75 | Paesi Bassi Rogier Blink Mitchel Steenman | 6'21"99 | Germania Bastian Bechler Anton Braun                                                                                                | 6'24"71 |
| Quattro di coppia          | Ucraina Dmitro Michaj Artem Morozov Oleksandr Natdoka Ivan Dovhod'ko                                                                              | 5'41"92 | Gran Bretagna Graeme Thomas Sam Townsend Charles Cousins Peter Lambert                                                                           | 5'42"19 | Germania Karl Schulze Kai Fuhrmann Philipp Wende Tim Grohmann                                                                       | 5'42"83 |
| Quattro senza              | Gran Bretagna Alex Gregory Mohamed Sbihi George Nash Andrew Triggs Hodge                                                                          | 5'46"86 | Grecia Ioannis Tsilis Dionysios Angelopoulos Georgios Tziallas Ioannis Christou                                                                  | 5'51"02 | Italia Cesare Gabbia Paolo Perino Giovanni Abagnale Giuseppe Vicino                                                                 | 5'51"72 |
| Otto                       | Germania Max Planer Felix Wimberger Andreas Kuffner Eric Johannesen Richard Schmidt Malte Jakschik Maximilian Reinelt Felix Drahotta Martin Sauer | 5'33"95 | Russia Anton Zaruckij Dmitrj Kuznecov Artëm Kosov Georgij Efremenko Ivan Balandin Nikita Morgačëv Ivan Podšivalov Aleksandr Kuleš Pavel Safonkin | 5'34"99 | Gran Bretagna Scott Durant Oliver Cook Philip Congdon Matthew Gotrel Pete Reed William Satch Matthew Tarrant James Foad Phelan Hill | 5'35"56 |
| Singolo pesi leggeri       | Pedro Fraga | 6'51"72 | Marcello Miani | 6'54"42 | Michael Schmid | 6'56"44 |
| Due di coppia pesi leggeri | Francia Stany Delayre Jérémie Azou | 6'11"80 | Germania Konstantin Steinhübel Lars Hartig | 6'13"22 | Norvegia Kristoffer Brun Are Strandli                                                                                               | 6'13"28 |
| Due senza pesi leggeri     | Svizzera Simon Niepmann Lucas Tramer | 6'29"57 | Gran Bretagna Sam Scrimgeour Jonathan Clegg | 6'30"32 | Paesi Bassi Tim Weerkamp Ivo de Graaf                                                                                               | 6'30"49 |
| Quattro senza pesi leggeri | Danimarca Kasper Winther Jacob Larsen Jacob Barsøe Morten Jørgensen                                                                               | 6'08"81 | Gran Bretagna Mark Aldred Peter Chambers Richard Chambers Chris Bartley                                                                          | 6'10"97 | Francia Augustin Mouterde Thomas Baroukh Franck Solforosi Guillaume Raineau                                                         | 6'12"81 |

### Donne
| Evento                     | Oro | Tempo   | Argento | Tempo   | Bronzo | Tempo   |
| Singolo                    | Miroslava Knapková | 7'33"12 | Chantal Achterberg | 7'43"02 | Sanita Pušpure | 7'43"04 |
| Due di coppia              | Polonia Magdalena Fularczyk Natalia Madaj | 6'52"15 | Lituania Donata Vištartaitė Milda Valčiukaitė | 6'52"29 | Paesi Bassi Nicole Beukers Inge Janssen | 6'56"60 |
| Due senza                  | Gran Bretagna Helen Glover Polly Swann | 7'03"62 | Romania Cristina Grigoraş Laura Oprea | 7'08"52 | Paesi Bassi Aletta Jorritsma Heleen Boers | 7'10"56 |
| Quattro di coppia          | Bielorussia Kacjaryna Karstėn Tacciana Kuchta Julija Bičyk Kacjaryna Šliupskaja                                                                   | 6'14"64 | Germania Marie-Catherine Arnold Julia Lier Julia Richter Mareike Adams                                                                                | 6'15"38 | Polonia Agnieszka Kobus Maria Springwald Joanna Dittmann Monika Ciaciuch                                                                                   | 6'17"81 |
| Otto                       | Romania Roxana Cogianu Nicoleta Albu Cristina Ilie Irina Dorneanu Mihaela Petrilă Ioana Craciun Adelina Cojocariu Andreea Boghian Daniela Druncea | 6'16"64 | Gran Bretagna Rosamund Bradbury Olivia Carnegie-Brown Catherine Greves Donna Etiebet Jessica Eddie Zoe Lee Caragh McMurtry Louisa Reeve Zoe de Toledo | 6'18"32 | Germania Julia Lepke Anne Becker Michaela Schmidt Alexandra Höffgen Charlotte Reinhardt Katrin Reinert Kerstin Hartmann Kathrin Marchand Kathrin Schwensen | 6'19"97 |
| Singolo pesi leggeri       | Aikaterini Nikolaidou | 7'33"12 | Marie-Anne Frenken | 7'34"95 | Leonie Pless | 7'35"86 |
| Due di coppia pesi leggeri | Italia Laura Milani Elisabetta Sancassani | 6'54"85 | Germania Lena Müller Anja Noske | 6'55"56 | Gran Bretagna Imogen Walsh Katherine Copeland | 6'55"77 |

## Medagliere
| Pos.   | Paese         | Oro | Argento | Bronzo | Totale |
| ------ | ------------- | --- | ------- | ------ | ------ |
| 1      | Gran Bretagna | 2   | 4       | 2      | 8      |
| 2      | Rep. Ceca     | 2   | 0       | 0      | 2      |
| 3      | Germania      | 1   | 4       | 5      | 10     |
| 4      | Italia        | 1   | 1       | 1      | 3      |
| 4      | Lituania      | 1   | 1       | 1      | 3      |
| 6      | Grecia        | 1   | 1       | 0      | 2      |
| 6      | Romania       | 1   | 1       | 0      | 2      |
| 8      | Francia       | 1   | 0       | 1      | 2      |
| 8      | Polonia       | 1   | 0       | 1      | 2      |
| 8      | Svizzera      | 1   | 0       | 1      | 2      |
| 11     | Bielorussia   | 1   | 0       | 0      | 1      |
| 11     | Danimarca     | 1   | 0       | 0      | 1      |
| 11     | Portogallo    | 1   | 0       | 0      | 1      |
| 11     | Serbia        | 1   | 0       | 0      | 1      |
| 11     | Ucraina       | 1   | 0       | 0      | 1      |
| 16     | Paesi Bassi   | 0   | 3       | 3      | 6      |
| 17     | Azerbaigian   | 0   | 1       | 0      | 1      |
| 17     | Russia        | 0   | 1       | 0      | 1      |
| 19     | Irlanda       | 0   | 0       | 1      | 1      |
| 19     | Norvegia      | 0   | 0       | 1      | 1      |
| Totale | Totale        | 17  | 17      | 17     | 51     |